# Acquiescenza
Con il termine acquiescenza si indicano determinati effetti che l'ordinamento giuridico ricollega a certi comportamenti umani, incompatibili con la volontà di avvalersi del sistema di impugnazioni previsto in ordine ad atti, provvedimenti o decisioni giurisdizionali.
L'istituto è noto da tempo nella prassi giudiziaria, in quanto è frequentemente invocato per paralizzare l'azione del ricorrente e farla dichiarare inammissibile.
Sotto il profilo del diritto comparato, all'acquiescenza può essere assimilato il concetto di estoppel che, però, è legato all'idea di preclusione.
Sotto il profilo del diritto interno, sin dagli inizi del secolo scorso sono state elaborate diverse teorie, civilistiche ed amministrativistiche, per spiegare il meccanismo dell'acquiescenza in termini dapprima processuali e poi sostanziali.

## In diritto internazionale
L'acquiescenza, in diritto internazionale, è, secondo la definizione data dalla Camera della Corte internazionale di giustizia nella sentenza del 12 ottobre 1984 riguardo alla delimitazione della frontiera marittima nella regione del golfo del Maine, "un riconoscimento tacito manifestato da un comportamento unilaterale che l'altra parte può interpretare come un consenso".

## Nel settore civilistico
I comportamenti che implicano acquiescenza possono verificarsi in tutti i settori della vita giuridica, trattandosi appunto di condotte passive o remissive (quando non approvative e di accettazione) nei confronti di manifestazioni di volontà altrui.
Nel settore civilistico, si pensi ad esempio al comportamento del lavoratore che compila il modello inviatogli per la previdenza integrativa: in presenza di una tale condotta, la giurisprudenza della Corte di cassazione ha ravvisato acquiescenza, e dunque volontà di accettare gli effetti della lettera di licenziamento, respingendo il ricorso presentato in seguito dal lavoratore contro l'atto di licenziamento stesso.
Si pensi altresì alla condotta del contravventore che faccia richiesta di pagare ratealmente la sanzione pecuniaria al fine di ottenere il dissequestro di un'autovettura: anche in tal caso, la giurisprudenza ha ravvisato un comportamento acquiescente, incompatibile con la volontà di reagire contro l'ordinanza-ingiunzione mediante impugnazione, e dunque ha respinto il ricorso del soggetto avverso questo atto irrogativo di sanzione.
Nel campo processual-civilistico, l'acquiescenza è disciplinata positivamente dall'art. 329 del Codice di procedura civile, il quale dispone che: «Salvi i casi di cui ai nn. 1, 2, 3 e 6 dell'art. 395, l'acquiescenza risultante da accettazione espressa o da atti incompatibili con la volontà di avvalersi delle impugnazioni ammesse dalla legge ne esclude la proponibilità. L'impugnazione parziale importa acquiescenza alle parti della sentenza non impugnate».
La valutazione del comportamento della parte come acquiescenza tacita, inoltre, essendo "apprezzamento di fatto", è funzione del giudice di merito, e, adeguatamente motivata, è insindacabile in sede di legittimità.
L'acquiescenza ha carattere di irreversibilità esclusi i casi in cui è ammessa l'impugnazione tardiva; in tal caso sarà permesso procedere ad un'impugnazione incidentale ma, gli effetti della stessa, saranno relativi esclusivamente all'impugnante principale e non alle, eventuali, altre parti in giudizio.

## Nel diritto amministrativo
Nel settore pubblicistico, mancano norme specifiche positive che dispongano una regolamentazione dell'acquiescenza. Pertanto, la giurisprudenza ha ricostruito il fenomeno comportamentale, distinguendo l'acquiescenza nel processo giurisdizionale dall'acquiescenza all'atto amministrativo; tratto comune ad entrambe le figure è l'efficacia equipollente alla mancata impugnazione.
Nel silenzio della legge, dottrina e giurisprudenza hanno cercato una soluzione alle difficoltà di inquadramento sistematico dell'acquiescenza, che senz'altro provoca effetti processuali (l'inammissibilità del ricorso) ma presenta anche implicazioni di diritto sostanziale.
Nell'applicazione pratica, comunque, si fa ricorso all'acquiescenza in tutti i casi in cui, nel comportamento del ricorrente, siano rinvenibili elementi che si pongano in contraddizione, o comunque in rapporto di non coerenza con la proposizione del gravame.
Peraltro l'acquiescenza è ravvisabile, secondo il costante insegnamento giurisprudenziale, solamente nel caso in cui ci si trovi in presenza di atti o comportamenti univoci, posti liberamente in essere dal destinatario dell'atto, tali da dimostrare la chiara ed inconfutabile volontà dello stesso di accettarne gli effetti e l'operatività.
L'acquiescenza può venire prestata esplicitamente.
- rendendo una specifica dichiarazione;
- compiendo atti chiari e concordanti che mettono in evidenza la volontà del soggetto interessato di accettare gli effetti del provvedimento;
- ponendo in essere atteggiamenti comportamentali integralmente incompatibili con la volontà di impugnare il provvedimento innanzi al giudice competente.

Per la giurisprudenza amministrativa, non ogni comportamento adesivo equivale ad acquiescenza, ma solo quello caratterizzato dai seguenti requisiti:
- conoscenza piena del provvedimento da parte del soggetto acquiescente;
- comportamento (consistente in atti, dichiarazioni, ecc.) spontaneo e non imposto, tenuto liberamente dal destinatario dell'atto, che dimostri la chiara ed univoca volontà di accettarne gli effetti anche se pregiudizievoli. Di conseguenza, è esclusa la possibilità di affermare l'acquiescenza "per mera presunzione", perché in tal caso viene a mancare l'univoco riscontro della volontà dell'interessato.
- sussistenza concreta di un atto amministrativo e attualità della lesione; non è configurabile l'acquiescenza se l'atto non sia stato ancora adottato dalla p.a. perché non è concepibile una rinuncia preventiva alla tutela giurisdizionale dell'interesse legittimo, effettuata prima della concreta lesione di quest'ultimo (non essendo attuale la lesione, lo strumento di tutela non è ancora azionabile).

L'acquiescenza (rilevabile anche d'ufficio) è un comportamento assai simile alla rinuncia che determina l'inammissibilità del ricorso giurisdizionale, se si sia verificata prima della proposizione dell'atto introduttivo del giudizio amministrativo, ovvero la sua improcedibilità nel caso in cui si sia verificata successivamente all'instaurazione della causa.
Con riferimento specifico ai contratti ad evidenza pubblica si è, in particolare, osservato come la partecipazione alla procedura di gara non configuri, di per sé, acquiescenza alle clausole del bando, le quali, anzi, possono essere impugnate solo dopo avere concretamente dimostrato la volontà di partecipare alla procedura selettiva.

## Nel diritto tributario
In materia tributaria l'acquiescenza è definita come l'accettazione da parte del contribuente di un atto dell'Amministrazione finanziaria, al fine di ottenere la riduzione a 1/3 (riduzione modificata con la legge di stabilità n. 220/10, precedentemente era pari ad 1/4) delle sanzioni amministrative indicate nell'avviso di accertamento. Un'ulteriore riduzione delle sanzioni è prevista se l'avviso di accertamento non è stato preceduto da “invito al contraddittorio”. In tal caso si può fruire della riduzione ad 1/6.
Questo istituto è stato incentivato dal legislatore allo scopo di ridurre il numero di ricorsi alle Commissioni tributarie, e incassare più celermente gli introiti delle sanzioni, facendo sorgere in capo al contribuente stesso l'interesse a evitare il rischio connesso all'apertura di una causa.
È possibile avvalersi dell'acquiescenza alle seguenti condizioni:
- Rinuncia all'impugnazione dell'avviso di accertamento.
- Rinuncia alla presentazione dell'istanza di accertamento con adesione.
- Pagamento dell'importo della sanzione opportunamente ridotto grazie all'acquiescenza.

Gli importi dovuti all'erario con l'utilizzo di questo istituto possono essere pagati a mezzo di:
- Modello F24 per le imposte sui redditi, l'IRAP e l'IVA.
- Modello F23 per l'Imposta di registro e le altre imposte indirette.

## Differenze tra decadenza, acquiescenza e rinuncia
L'acquiescenza, la rinuncia e la decadenza per decorso del termine hanno effetti preclusivi perché negano la possibilità di ricorrere al giudice e comportano una pronuncia di inammissibilità analoga a quella che deve essere emanata in caso di assenza di una delle condizioni dell'azione.
In particolare l'acquiescenza è l'accettazione spontanea e volontaria da parte di chi potrebbe impugnare l'atto, delle conseguenze dell'atto stesso e, quindi, della situazione (favorevole o sfavorevole che sia) da esso determinata.
La rinuncia è l'atto volontario e successivo alla lesione della situazione giuridica protetta, con il quale il soggetto (titolare del potere di azione) manifesta una volontà contraria alla proposizione del ricorso, ovvero, successivamente alla impugnativa, dichiara di desistervi.
La decadenza opera, invece, per decorso dei termini previsti per proporre l'impugnazione.

## Rapporti tra acquiescenza e risarcimento del danno
Lo spirare del termine di decadenza per l'impugnazione non è sempre frutto di comportamento negligente o acquiescente del privato, il quale potrebbe ad esempio aver confidato incolpevolmente in promesse o rassicurazioni, poi disattese dalla P.A.. E analoghe considerazioni valgono per le ipotesi in cui l'interesse legittimo venga leso da un comportamento materiale o silente della P.A., che non si traduca in attività provvedimentale. Nonché nelle ipotesi in cui la P.A., compulsata dalle istanze giurisdizionali, agisca in autotutela, revocando o modificando il provvedimento.
E siccome il rapporto nascente dal "contatto amministrativo" ha natura bilaterale, questi obblighi di protezione gravano anche sul privato che partecipa al procedimento: secondo una parte della dottrina, integra, comportamento contrario agli obblighi di diligenza e buona fede quello del privato che, dopo aver manifestato (espressamente o tacitamente) la propria acquiescenza al provvedimento, pretenda poi di agire in giudizio per il risarcimento del danno patito.
Per la giurisprudenza, invece, l'acquiescenza al provvedimento non necessariamente implica la rinuncia ad ottenere il risarcimento del danno. Purché, però, omessa impugnazione e richiesta risarcitoria non tradiscano un comportamento contraddittorio e speculativo del ricorrente.
In altri termini, occorre che l'acquiescenza denoti l'accettazione completa delle conseguenze arrecate dal provvedimento; e che sia frutto di una libera e consapevole scelta del ricorrente, e non, invece, dell'inidoneità dell'annullamento stesso ad eliminare le conseguenze dannose subite. Ma in tale ultima ipotesi appare alquanto dubbio che possa correttamente parlarsi di acquiescenza, posto che il comportamento inerte del privato è tutt'altro che oggetto di libera valutazione.